# Albert Gleaves
Albert Gleaves (1er janvier 1858 – 6 janvier 1937) est un amiral américain de l'United States Navy. Il sert lors de la guerre hispano-américaine et de la Première Guerre mondiale. C'est également un historien naval qui a écrit des ouvrages sur le sujet.

## Biographie

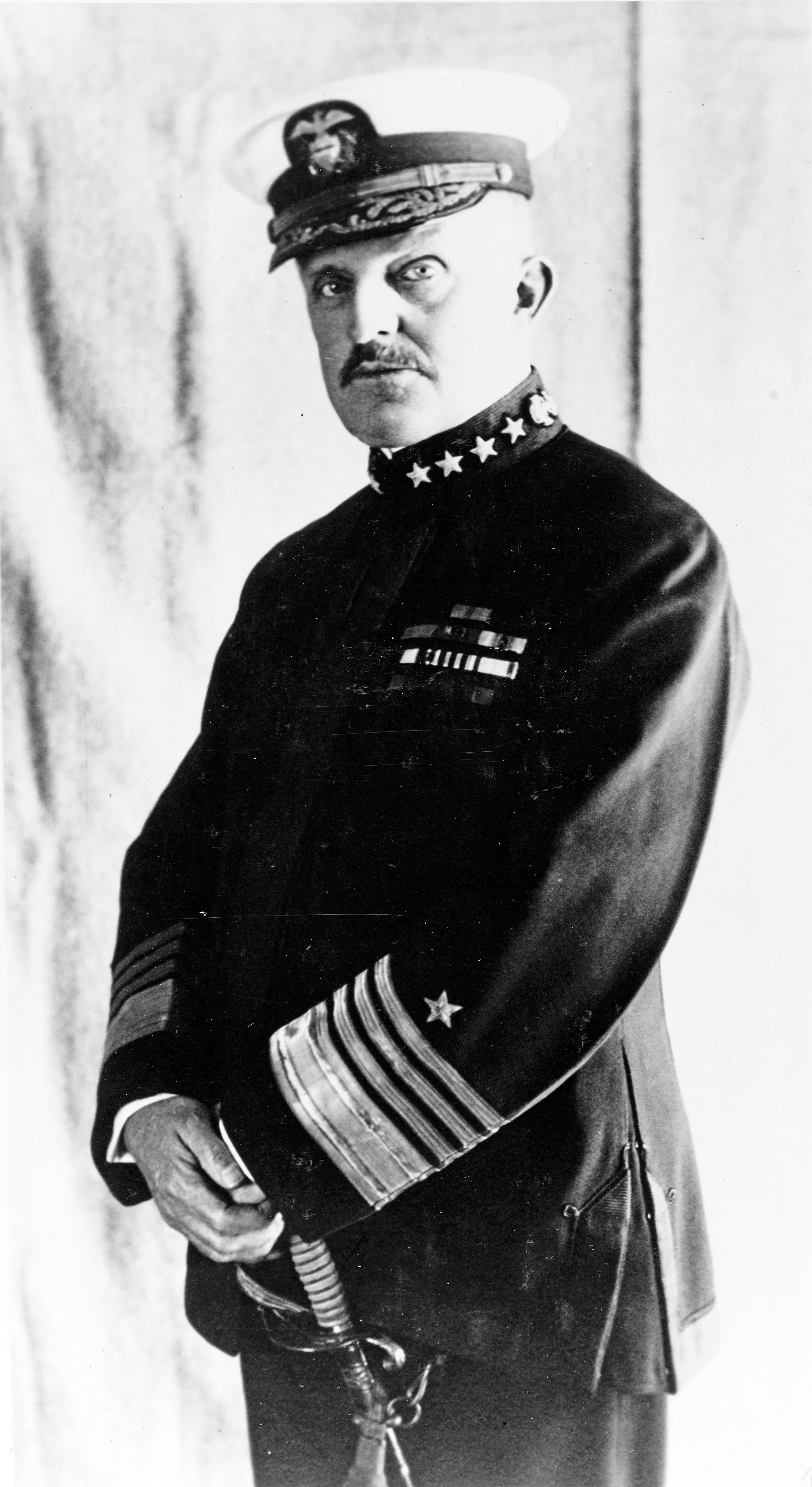
Albert Gleaves en 1921.

Durant la Première Guerre mondiale, il prend le commandement de la Cruiser and Transport Force.